# Цепной комплекс
Цепно́й компле́кс и двойственное понятие коцепной комплекс — основные понятия гомологической алгебры.
Эти понятия первоначально использовались в алгебраической топологии для изучения топологических пространств. В гомологической алгебре рассматриваются как абстрактные алгебраические структуры, безотносительно к какому-либо топологическому пространству.
Для цепных комплексов определяются их группы гомологий (группы когомологий для коцепных комплексов). Цепные комплексы также могут быть определены в произвольной абелевой категории.

## Определения
Цепным комплексом называется последовательность {\displaystyle (K_{\bullet },\partial _{\bullet })} модулей и гомоморфизмов
{\displaystyle \partial _{n}:K_{n}\to K_{n-1}}, называемых граничными операторами или дифференциалами:
{\displaystyle \ldots {\xleftarrow {}}K_{n-1}{\xleftarrow {\partial _{n}}}K_{n}{\xleftarrow {\partial _{n+1}}}K_{n+1}{\xleftarrow {}}\ldots },
такая что {\displaystyle \partial _{n}\partial _{n+1}=0}. Элементы {\displaystyle K_{n}} называются {\displaystyle n}-мерными цепями, элементы ядра {\displaystyle Z_{n}K=\operatorname {Ker} \partial _{n}} — {\displaystyle n}-мерными циклами, элементы образа {\displaystyle B_{n}K=\operatorname {Im} \partial _{n+1}} — {\displaystyle n}-мерными границами. Из {\displaystyle \partial _{n}\partial _{n+1}=0} следует, что {\displaystyle B_{n}K\subset Z_{n}K} (полуточность). Если к тому же {\displaystyle B_{n}K=Z_{n}K}, то такой комплекс называется точным.
Цепные комплексы модулей над фиксированным кольцом образуют категорию с морфизмами {\displaystyle \varphi _{\bullet }\colon (K_{\bullet },\partial _{\bullet }^{K})\to (L_{\bullet },\partial _{\bullet }^{L})}, где {\displaystyle \varphi _{\bullet }} последовательность морфизмов {\displaystyle \varphi _{n}\colon K_{n}\to L_{n}}, такая что {\displaystyle \varphi _{n}} коммутирует с дифференциалом, то есть {\displaystyle \partial _{n}^{L}\varphi _{n}=\varphi _{n-1}\partial _{n}^{K}}.
Цепной комплекс также можно определить как градуированный модуль {\displaystyle M_{*}}, снабжённый дифференциалом {\displaystyle \partial :M_{*}\to M_{*}} степени −1.
Также можно определить комплексы, состоящие из объектов произвольной абелевой категории, например, категории пучков абелевых групп.

## Коцепной комплекс
Коцепной комплекс — понятие, двойственное цепному комплексу. Он определяется как последовательность модулей {\displaystyle (\Omega ^{\bullet },d^{\bullet })} и гомоморфизмов {\displaystyle d^{n}\colon \Omega ^{n}\to \Omega ^{n+1}}, таких что
{\displaystyle d^{n+1}d^{n}=0}
Коцепной комплекс, как и цепной, является полуточной последовательностью.
{\displaystyle \ldots {\xrightarrow {}}\Omega ^{n-1}{\xrightarrow {d^{n-1}}}\Omega ^{n}{\xrightarrow {d^{n}}}\Omega ^{n+1}{\xrightarrow {d^{n+1}}}\ldots }
Свойства и понятия, связанные с коцепными комплексами, двойственны аналогичным понятиям и свойствам цепных комплексов.

## Гомологии и когомологии
n-мерная группа гомологий {\displaystyle H_{n}} цепного комплекса {\displaystyle (K_{\bullet },\partial _{\bullet })} является его мерой точности в n-ом члене и определяется как
{\displaystyle H_{n}(K_{\bullet },\partial _{\bullet })=Z_{n}(K)/B_{n}(K)=\mathrm {Ker} \,\partial _{n}/\mathrm {Im} \,\partial _{n+1}}. Для точного комплекса {\displaystyle H_{n}=0}
Аналогично определяется n-мерная группа когомологий коцепного комплекса:
{\displaystyle H^{n}(\Omega ^{\bullet },d^{\bullet })=Z^{n}(\Omega )/B^{n}(\Omega )=\mathrm {Ker} \,d^{n}/\mathrm {Im} \,d^{n-1}}

## Гомоморфизмы цепных комплексов
Гомоморфизмом цепных комплексов {\displaystyle (A^{\bullet },\delta ^{\bullet })} и {\displaystyle (B^{\bullet },\gamma ^{\bullet })} называется такое отображение {\displaystyle f\colon A_{n}\to B_{n},\forall n\in \mathbb {N} ,} что следующая диаграмма оказывается коммутативной:
Гомоморфизм цепных комплексов индуцирует гомоморфизм их групп гомологий.

## Тензорное произведение комплексов и внутренний Hom
Если V = V{\displaystyle {}_{*}} и W = W{\displaystyle {}_{*}} — цепные комплексы, то их тензорное произведение {\displaystyle V\otimes W} — это цепной комплекс, элементы степени i которого имеют вид
{\displaystyle (V\otimes W)_{i}=\bigoplus _{\{j,k|j+k=i\}}V_{j}\otimes W_{k},}
а дифференциал задаётся формулой
{\displaystyle \partial (a\otimes b)=\partial a\otimes b+(-1)^{\left|a\right|}a\otimes \partial b,}
где a и b — произвольные однородные элементы V и W соответственно, а {\displaystyle \left|a\right|} обозначает степень элемента a.
Это тензорное произведение позволяет снабдить категорию цепных комплексов K-модулей {\displaystyle {\text{Ch}}_{K}} (для произвольного коммутативного кольца K) структурой симметричной моноидальной категории. Операция заузливания задаётся на разложимых тензорах формулой
{\displaystyle a\otimes b\mapsto (-1)^{\left|a\right|\left|b\right|}b\otimes a}.
Знак необходим для того, чтобы операция заузливания была гомоморфизмом цепных комплексов. Более того, в категории цепных комплексов K-модулей имеется внутренний Hom: для цепных комплексов V и W, внутренний Hom для V и W, обозначаемый hom(V,W), — это цепной комплекс, элементы степени n которого имеют вид {\displaystyle \Pi _{i}{\text{Hom}}_{K}(V_{i},W_{i+n})}, а дифференциал задаётся формулой
{\displaystyle (\partial f)(v)=\partial (f(v))-(-1)^{\left|f\right|}f(\partial (v))}.
Имеется естественный изоморфизм
{\displaystyle {\text{Hom}}(A\otimes B,C)\cong {\text{Hom}}(A,{\text{Hom}}(B,C))}.

## Цепная гомотопия
Цепная гомотопия {\displaystyle D\colon X\to Y} между гомоморфизмами комплексов {\displaystyle f} и {\displaystyle g} — это такой гомоморфизм цепных комплексов {\displaystyle (X^{\bullet },\partial ^{\bullet })} и {\displaystyle (Y^{\bullet },\delta ^{\bullet })} степени +1 (то есть {\displaystyle D_{k}\colon X_{k}\to Y_{k+1}}), для которого
{\displaystyle \delta D+D\partial =g-f}
{\displaystyle \delta _{k+1}D_{k}+D_{k-1}\partial _{k}=g_{k}-f_{k}}
Для коцепных комплексов соответствующая коммутативная диаграмма имеет вид